# Spoorlijn Keulen - Frankfurt
De Spoorlijn Keulen - Frankfurt (NBS Köln - Rhein/Main) is een Duitse hogesnelheidslijn tussen Keulen en Frankfurt am Main geschikt voor een maximumsnelheid van 300 km/h.

## Geschiedenis

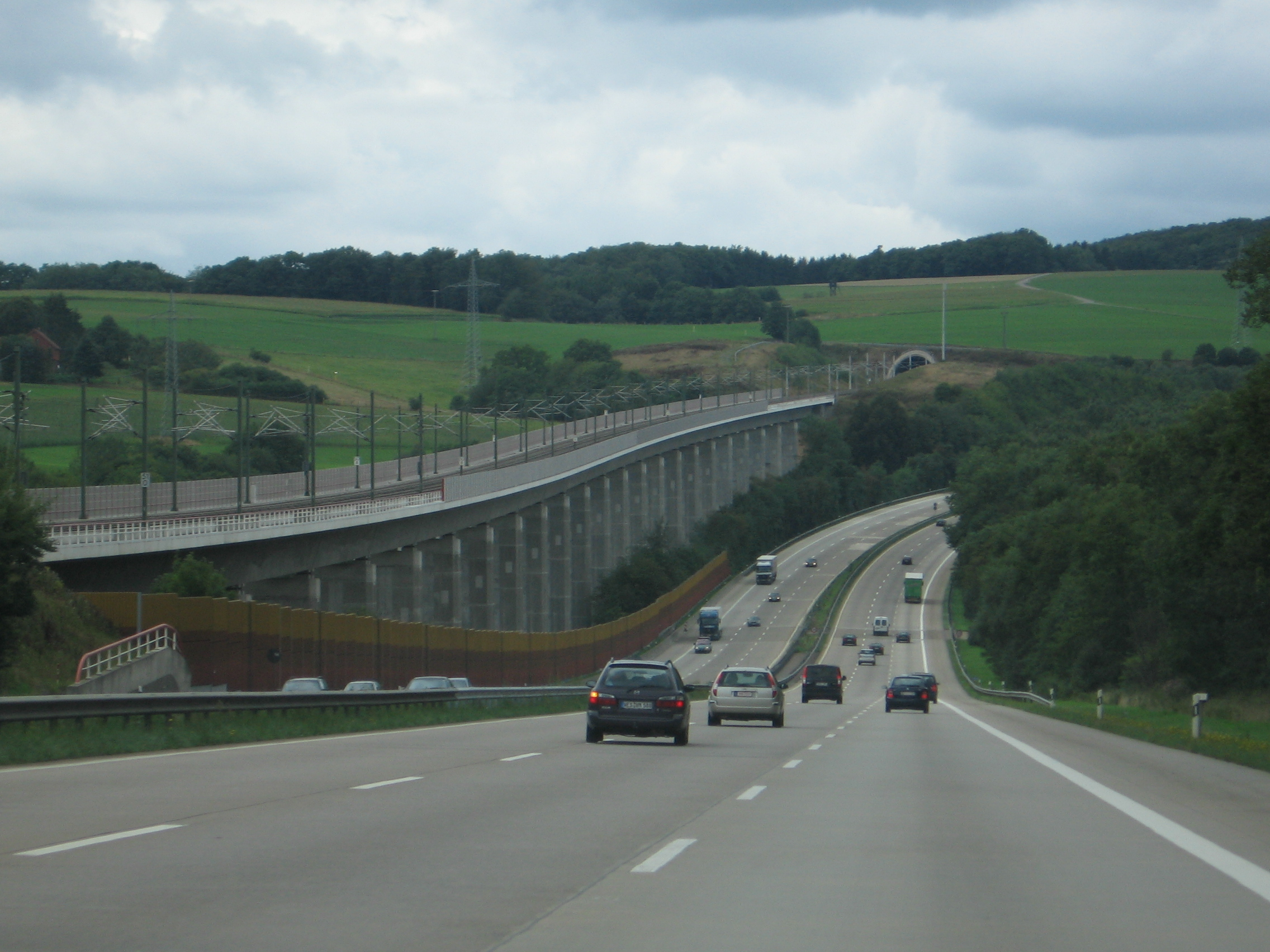
De Hallerbachtalbrücke langs Bundesautobahn 3

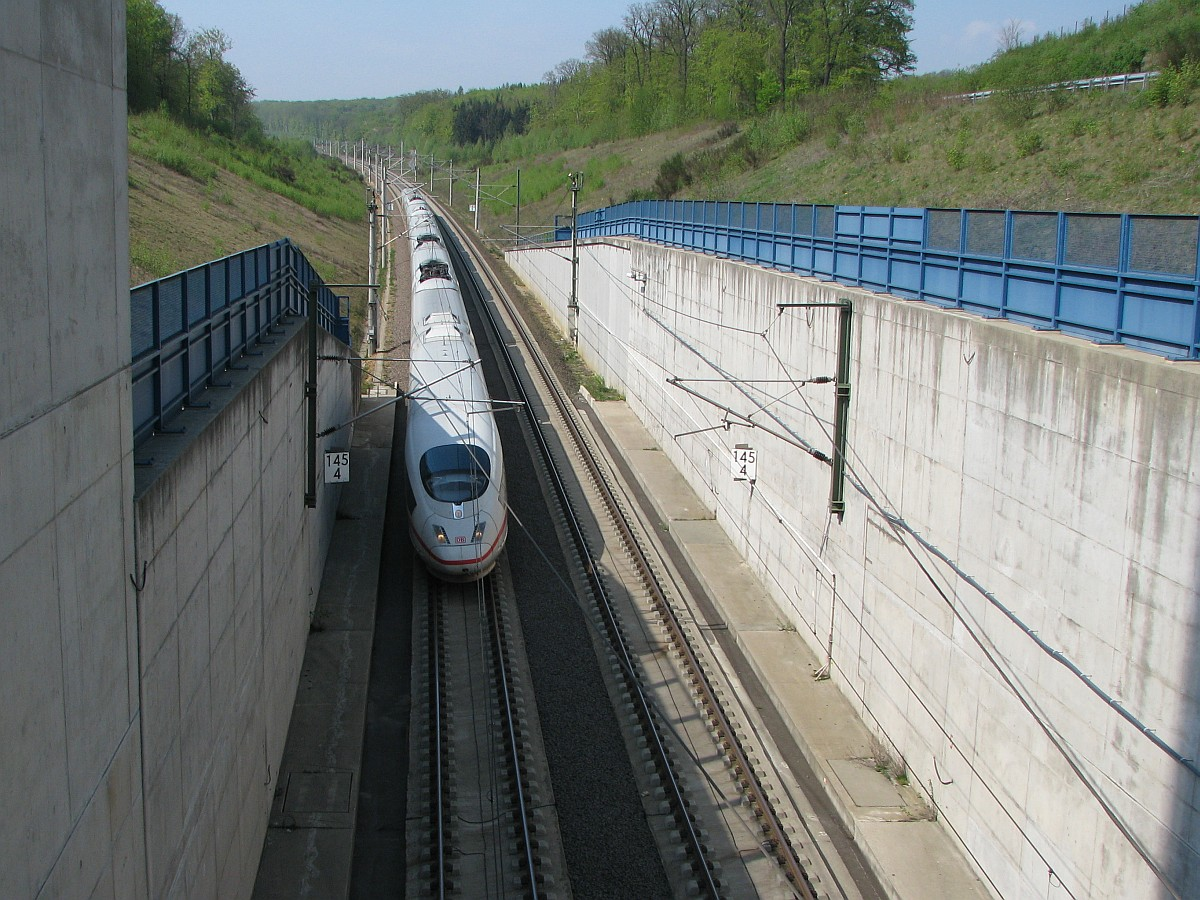
ICE voor de Schulwaldtunnel nabij Wiesbaden-Auringen - de langste tunnel met 4500 m op deze spoorlijn

De bouw is begonnen in december 1995 en is voltooid in december 2001. Na de nodige proef- en meetritten is de lijn op 25 juli 2002 feestelijk geopend door bondskanselier Gerhard Schröder. Vanaf 1 augustus 2002 werd de lijn bereden door ICE-shuttles Keulen-Frankfurt. Met ingang van de nieuwe dienstregeling op 15 december 2002 werd de lijn geïntegreerd in het bestaande ICE-netwerk. Zo rijden bijvoorbeeld de ICE Amsterdam-Frankfurt en de ICE Brussel-Frankfurt sindsdien via deze hogesnelheidslijn.
De 166 kilometer lange verbinding brengt de reistijd tussen Köln Hbf en Frankfurt (Main) Hbf terug van 2 uur en 13 minuten tot slechts 58 minuten. De totale kosten bedroegen 8 miljard Duitse mark (4,09 miljard euro). De lijn is grotendeels gebundeld met de Bundesautobahn 3 en telt 30 tunnels met een totale lengte van 47 kilometer en 18 viaducten met een gezamenlijke lengte van 6 kilometer.
In tegenstelling tot eerdere Duitse nieuwbouwlijnen is deze lijn alleen voor personentreinen bedoeld. Daarom kent de lijn, net als de Franse LGV's steilere hellingen (tot 4%). Op de lijn zijn dan ook alleen de treinen ICE 3/ICE 3M en ICE 4 toegelaten. Bijzonder aan de lijn is ook het gebruik van ballastloos spoor. De rails zijn direct bevestigd aan een betonconstructie, waardoor het mogelijk is het spoor met een grotere verkanting aan te leggen. Daardoor wordt het voor treinen mogelijk om op topsnelheid krappere bogen te berijden.

## Stations op de lijn
- Siegburg/Bonn
- Montabaur
- Limburg Süd
- Frankfurt (Main) Flughafen Fernbahnhof (luchthaven Frankfurt)

## Treindiensten
De Deutsche Bahn verzorgt het personenvervoer op dit traject met ICE-treinen.
| Serie          | Treinsoort                           | Route | Bijzonderheden |
| -------------- | ------------------------------------ | --- | --- |
| ICE 20         | InterCityExpress (DB Fernverkehr)    | [ Kiel Hbf – Neumünster ] / [ Hamburg-Altona ] – Hamburg Dammtor – Hamburg Hbf – Lüneburg – Uelzen – Hannover Hbf – Göttingen – Kassel-Wilhelmshöhe – Fulda – Hanau Hbf – Frankfurt (Main) Hbf – [ Frankfurt (Main) Flughafen Fernbahnhof – Mainz Hbf – Wiesbaden Hbf ] / [ Mannheim Hbf – Karlsruhe Hbf – Baden-Baden – Freiburg (Breisgau) Hbf – Basel Bad Bf – Basel SBB – Zürich Hbf ] | Rijdt elke twee uur. |
| ICE 22         | InterCityExpress (DB Fernverkehr)    | [ [ Kiel Hbf – Neumünster ] / [ Hamburg-Altona ] – Hamburg Dammtor – Hamburg Hbf ] / [ Oldenburg (Oldb) Hbf – Bremen Hbf ] – Hannover Hbf – Kassel-Wilhelmshöhe – Frankfurt (Main) Hbf – Frankfurt (Main) Flughafen Fernbahnhof – Mannheim Hbf – Stuttgart Hbf | Rijdt elke twee uur. Één trein per dag van/naar Oldenburg. |
| ICE 41         | InterCityExpress (DB Fernverkehr)    | [ Dortmund Hbf – Bochum Hbf – Essen Hbf – Duisburg Hbf – Düsseldorf Hbf – Köln Messe/Deutz – Siegburg/Bonn – Montabaur – Limburg Süd – Frankfurt (Main) Flughafen Fernbahnhof – Frankfurt (Main) Hbf – Aschaffenburg Hbf ] / [ Darmstadt Hbf – Frankfurt (Main) Hbf – Frankfurt (Main) Flughafen Fernbahnhof – Limburg Süd – Montabaur – Siegburg/Bonn – Köln Messe/Deutz – Düsseldorf Hbf – Duisburg Hbf – Essen Hbf – Bochum Hbf – Dortmund Hbf – Hamm (Westf) – Soest – Lippstadt – Paderborn Hbf – Altenbeken – Warburg (Westf) – Kassel-Wilhelmshöhe – Fulda ] – Würzburg Hbf – Nürnberg Hbf – München Hbf – Tutzing – Murnau – Oberau – Garmisch-Partenkirchen                                            | Elk uur tussen Dortmund en München. Éénmaal per dag vanaf Darmstadt via Dortmund en Kassel naar München. Één trein op zaterdag door tot Garmisch-Partenkirchen. |
| ICE 42         | InterCityExpress (DB Fernverkehr)    | Münster (Westf) Hbf – Dortmund Hbf – Bochum Hbf – Essen Hbf – Duisburg Hbf – Düsseldorf Hbf – Köln Hbf – Siegburg/Bonn – Montabaur – Limburg Süd – Frankfurt (Main) Flughafen Fernbahnhof – Mannheim Hbf – Stuttgart Hbf – Ulm Hbf – Augsburg Hbf – München-Pasing – München Hbf | Eenmaal per twee uur tussen Dortmund en München. |
| 100 ICE 43     | Intercity-Express (NS International) | Amsterdam Centraal – Utrecht Centraal – Arnhem Centraal – Oberhausen Hbf – Duisburg Hbf – Düsseldorf Hbf ] / [ Hannover Hbf – Minden (Westf) – Herford – Bielefeld Hbf – Gütersloh Hbf – Hamm (Westf) – Hagen Hbf – Wuppertal Hbf ] – Köln Hbf – Siegburg/Bonn – Frankfurt (Main) Flughafen Fernbahnhof – Mannheim Hbf – Karlsruhe Hbf – Offenburg – Freiburg (Breisgau) Hbf – Basel Bad Bf – Basel SBB | Eén keer per dag tussen Amsterdam en Basel. |
| ICE 45         | InterCityExpress (DB Fernverkehr)    | Köln Hbf – Siegburg/Bonn – Montabaur – Limburg Süd – Wiesbaden Hbf – Mainz Hbf – Mannheim Hbf – Heidelberg Hbf – Wiesloch-Walldorf – Vaihingen (Enz) – Stuttgart Hbf | |
| ICE 47         | Intercity-Express (DB Fernverkehr)   | Dortmund Hbf – Bochum Hbf – Essen Hbf – Duisburg Hbf – Düsseldorf Hbf – Köln Messe/Deutz – Köln/Bonn Flughafen – Frankfurt (Main) Flughafen Fernbahnhof – Mannheim Hbf – Stuttgart Hbf – Ulm Hbf – Augsburg Hbf – München-Pasing – München Hbf | |
| ICE 49         | InterCityExpress (DB Fernverkehr)    | Köln Hbf – Siegburg/Bonn – Montabaur – Limburg Süd – Frankfurt (Main) Flughafen Fernbahnhof – Frankfurt (Main) Hbf | |
| ICE 50         | InterCityExpress (DB Fernverkehr)    | Dresden Hbf – Dresden-Neustadt – Riesa – Leipzig Hbf – Erfurt Hbf – Gotha – Eisenach – Bad Hersfeld – Fulda – [ Hanau Hbf – Frankfurt (Main) Süd – Frankfurt (Main) Flughafen Fernbahnhof ] / [ Frankfurt (Main) Hbf – [ Frankfurt (Main) Flughafen Fernbahnhof – Mainz Hbf – Wiesbaden Hbf ] / [ Darmstadt Hbf – Mannheim Hbf – Neustadt (Weinstr) Hbf – Kaiserslautern Hbf – Homburg (Saar) Hbf – Saarbrücken Hbf ] ] ] | |
| 120/220 ICE 78 | Intercity-Express (NS International) | Amsterdam Centraal – Utrecht Centraal – Arnhem Centraal – Oberhausen Hbf – Duisburg Hbf – Düsseldorf Hbf – Köln Hbf – Frankfurt (Main) Flughafen Fernbahnhof – Frankfurt (Main) Hbf | Wordt aangevuld door de serie 100 / ICE 43. |
| ICE 79         | InterCityExpress (DB Fernverkehr)    | Brussel-Zuid – Brussel-Noord – Luik-Guillemins – Aachen Hbf – Köln Hbf – Frankfurt (Main) Flughafen Fernbahnhof – Frankfurt (Main) Hbf | Rijdt elke twee uur. |
| IC 31          | Intercity (DB Fernverkehr)           | [ [ Kiel Hbf – Neumünster ] / [ Hamburg-Altona ] – Hamburg Dammtor ] / [ Fehmarn-Burg – Oldenburg (Holst) – Lübeck Hbf ] – Hamburg Hbf – Hamburg-Harburg – Bremen Hbf – Osnabrück Hbf – Münster Hbf – Dortmund Hbf – Hagen Hbf – Wuppertal Hbf – Solingen Hbf – Köln Hbf – Bonn Hbf – Remagen – Andernach – Koblenz Hbf – Boppard Hbf – Bingen (Rhein) Hbf – Mainz Hbf – Frankfurt (Main) Flughafen Fernbahnhof – Frankfurt (Main) Hbf – Hanau Hbf – Würzburg Hbf – Nürnberg Hbf – Regensburg Hbf – Plattling – Passau Hbf | Twee treinen per dag per richting. 's Zomers één trein vanaf Fehmarn.                                                                                           |
| IC 50          | Intercity (DB Fernverkehr)           | [ Ostseebad Binz – Stralsund Hbf – Greifswald – Züssow – Pasewalk – Angermünde – Berlin Gesundbrunnen – Berlin Hbf – Berlin Südkreuz – Lutherstadt Wittenberg – Halle (Saale) Hbf – ] / [ Leipzig Hbf ] – Erfurt Hbf – Eisenach – [ Bebra – Kassel-Wilhelmshöhe – Warburg (Westf) – Altenbeken – Paderborn Hbf – Lippstadt – Soest – Hamm (Westf) – Dortmund Hbf – Bochum Hbf – Essen Hbf – Duisburg Hbf – Düsseldorf Flughafen – Düsseldorf Hbf ] / [ Fulda – Frankfurt (Main) Hbf – [ Darmstadt Hbf – Mannheim Hbf – Ludwigshafen (Rhein) Hbf – Neustadt (Weinstr) Hbf – Kaiserslautern Hbf – Homburg (Saar) Hbf – Saarbrücken Hbf ] / [ Frankfurt (Main) Flughafen Fernbahnhof – Mainz Hbf – Wiesbaden Hbf ] | Tweemaal per dag tussen Frankfurt en Saarbrücken. Eenmaal per dag van Stralsund naar Frankfurt.                                                                 |
| NJ 40420       | ÖBB Nightjet (ÖBB)                   | Amsterdam Centraal – Utrecht Centraal – Arnhem Centraal – Düsseldorf Hbf – Köln Messe/Deutz – Würzburg Hbf – Nürnberg Hbf – Regensburg Hbf – Wels Hbf – Linz Hbf – Sankt Pölten Hbf – Wien Meidling – Wien Hbf | Rijdt tussen Amsterdam en Nürnberg gekoppeld met NightJet 400.                                                                                                  |

## Aansluitingen
In de volgende plaatsen is er een aansluiting op de volgende spoorlijnen:
aansluiting Steinstraße
DB 2324, spoorlijn tussen Mülheim-Speldorf en Niederlahnstein
DB 2651, spoorlijn tussen Keulen en Gießen
aansluiting Porz-Wahn Süd
DB 2691, spoorlijn tussen de aansluiting Flughafen Nordwest en de aansluiting Porz-Wahn Süd
Siegburg/Bonn
DB 2651, spoorlijn tussen Keulen en Gießen
Montabaur
DB 3731, spoorlijn tussen Staffel en Siershahn
aansluiting Breckenheim
DB 3509, spoorlijn tussen de aansluiting Breckenheim en Wiesbaden
aansluiting Raunheim Caltex
DB 3627, spoorlijn tussen de aansluiting Raunheim Caltex en de aansluiting Raunheim Brunnenschneise
aansluiting Naunheim Mönchhof
DB 3539, spoorlijn tussen de aansluiting Raunheim Mönchwald en de aansluiting Raunheim Mönchhof
Frankfurt am Main Flughafen Fernbahnhof
DB 3656, spoorlijn tussen Frankfurt am Main Flughafen Fernbahnhof en Zeppelinheim
Frankfurt am Main Stadion
DB 3650, spoorlijn tussen Frankfurt Stadion en Frankfurt Süd
DB 3683, spoorlijn tussen de aansluiting Kleyerstraße en Kelsterbach
DB 4010, spoorlijn tussen Mannheim en Frankfurt

## Elektrificatie
Het traject werd bij aanleg geëlektrificeerd met een wisselspanning van 15.000 volt 16⅔ Hz.